# Хрест 3-ї Залізної дивізії
«Хрест 3-ї Залізної стрілецької дивізії» також «Хреста Залізного Стрільця» — військова відзнака УНР, якою нагороджували вояків 3-ї Залізної стрілецької дивізії.  

## Історія нагороди

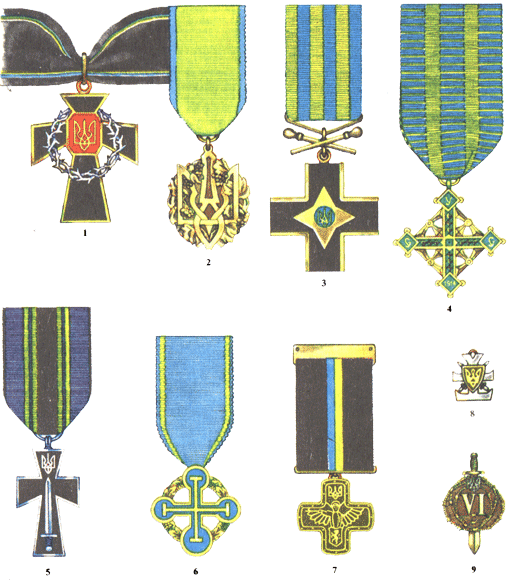
Хрест 3-ї Залізної стрілецької дивізії під №7

Встановлений Орденською Радою 16 червня 1922 року та наказом Головної команди військ УНР від 31 травня 1922 року. Перевиданий 31 травня 1922 року в Англії, та відомий як пропам'ятна відзнака «Хрест Залізного Стрільця». Встановлений «для того, щоби зберегти в памяти нащадків славетні бої й походи 3-ї Залізної стрілецької дивізії»

## Опис
Розмір хреста: З0×З0 мм. На лицьовому боці «Хреста Залізного Стрільця» зображений архистратиг Михайло з мечем у правій руці, та щитом у лівій, на якому зображено лева. 
Стрічка хреста шириною 27 мм, з вузькою синьо-жовтою смужкою по середині, на чорному тлі.